# Kahuripan
Kahuripan (también deletreado Kuripan) de facto llamado Kahuripan Warmadewa más tarde Kediri fue un reino hindú-budista javanés del siglo XI con su capital ubicada alrededor del estuario del valle del río Brantas en Java Oriental. El reino duró poco, solo abarcó el período entre 1019 y 1045 y Airlangga fue su único raja, se erigió sobre los escombros del Reino de Medang después de la invasión de Srivijaya. Airlangga más tarde, en 1045, abdicó a favor de sus dos hijos y dividió el reino en Janggala y Panjalu (Kadiri).: 144–147  El nombre del reino deriva del antiguo término javanés hurip ("a la vida") con circumfix ka--an que significa "vida" o "sustento". Más tarde, en los siglos XIV al XV, el antiguo reino fue reconocido como una de las 12 provincias de Majapahit.

## Caída de Medang
Airlangga era hijo de la reina Mahendradatta (una princesa de la dinastía Isyana, Medang, la hermana de Dharmawangsa) y Udayana Warmadewa (un rey de la dinastía Warmadewa, Bali). Airlangga nació y creció en Bali, pasó su juventud en el Palacio Watugaluh, Medang, bajo el patrocinio de su tío, el rey Dharmawangsa. Airlangga estaba comprometido con su prima, una de las hijas de Dharmawangsa, por lo que el matrimonio arreglado estaba en su lugar. En ese momento, Medang se había convertido en un reino poderoso, aliado o probablemente subyugado a Bali, y había establecido una colonia en Kalimantan Occidental. Dharmawangsa aspiraba a ascender a Medang como potencia regional desafiando la dominación del Imperio Srivijaya. Lanzó una invasión naval contra Srivijaya e intentó sin éxito capturar Palembang. Srivijaya tuvo éxito en repeler a los invasores javaneses de Medang.
La inscripción de la piedra de Calcuta (fechada en 1041) describe una terrible calamidad que afectó al reino de Java Oriental de la dinastía Isyana en los primeros años del siglo XI. En 1006, una rebelión incitada por un rey vasallo Wurawari de Lwaram resultó en la destrucción de la capital de Watugaluh. El rey, Dharmawangsa, sucesor de Sri Makutawangsawardhana, fue asesinado junto con toda su familia y muchos de sus súbditos. Solo el joven Airlangga, que tenía unos 16 años en ese momento, logró escapar ileso. Según la tradición, la calamidad, apodada Pralaya (la muerte) de Medang, tuvo lugar durante la ceremonia de boda de Airlangga en el palacio Dharmawangsa.
Hoy en día, los historiadores sugirieron fuertemente que la invasión fue en realidad una represalia de Srivijayan contra Medang por los ataques al imperio. Wurawari fue probablemente un aliado de Srivijaya en Java que logró saquear y quemar el Palacio Watugaluh. Airlangga, acompañado por su guardia Narottama, escapó a la jungla y se retiró como ermitaño en Vanagiri (hoy Wonogiri, Java Central).

## Formación

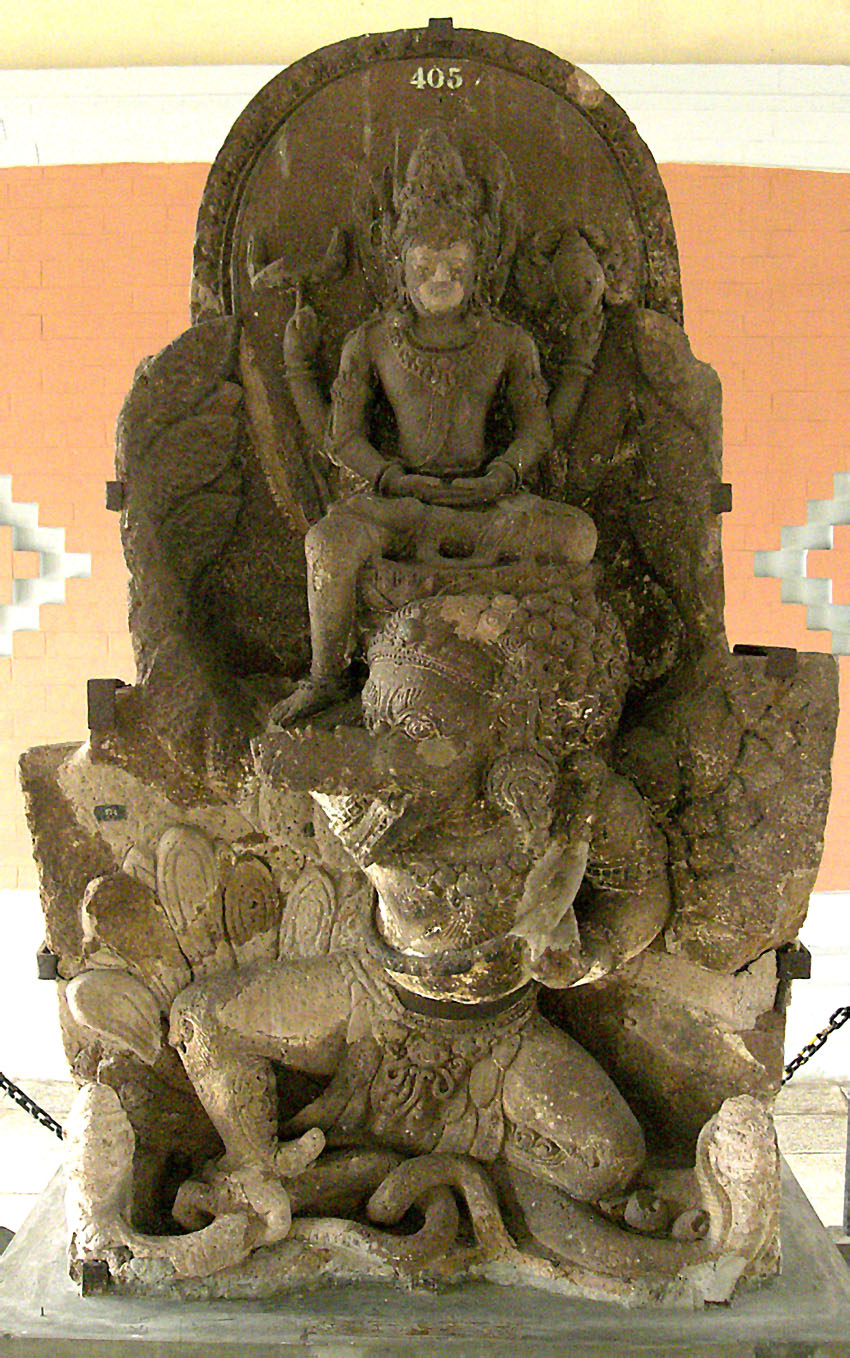
El rey Airlangga representado como Vishnu montando Garuda, encontrado en el templo de Belahan.

En 1019, después de varios años de exilio autoimpuesto en la ermita de Vanagiri, Airlangga reunió el apoyo de funcionarios y regentes leales a la antigua dinastía Isyana y comenzó a unir las áreas que anteriormente habían sido gobernadas por el reino de Medang, que se había desintegrado después de la muerte de Dharmawangsa. Consolidó su autoridad, estableció un nuevo reino e hizo las paces con Srivijaya.: 145–146  El nuevo reino se llamó Reino de Kahuripan y se extendía desde Pasuruan en el este hasta Madiun en el oeste. En 1025, Airlangga aumentó el poder y la influencia de Kahuripan cuando el Imperio Srivijaya comenzó a declinar. Airlangga era conocido por su tolerancia religiosa y era un patrón de las religiones hindú y budista.

Esculturas de piedra en Gaprang en Kediri

En 1035, Airlangga construyó un monasterio budista llamado Srivijayasrama dedicado a su reina consorte Dharmaprasadottungadevi. El monasterio que lleva el nombre de Srivijaya sugiere que su reina consorte era probablemente una princesa Srivijaya, un pariente cercano, probablemente hija, del rey Srivijaya Sangramavijayattungavarman.: 146  Se había refugiado en Java Oriental después de que su padre fuera hecho prisionero y su reino fuera asaltado a través de una serie de incursiones de los emperadores indios Rajendra Chola I y Virarajendra Chola de la dinastía Chola. El declive de Srivijaya debido a la invasión Chola le dio a Airlangga la oportunidad de consolidar su reino sin interferencia extranjera. Más tarde, extendió su reino a Java central y Bali. La costa norte de Java, en particular el puerto de Hujung Galuh (actual Surabaya) y Kambang Putih (moderno Tuban), se convirtieron por primera vez en importantes centros de comercio.
Aunque hay pocos restos arqueológicos sobrevivientes que datan de su época, se sabe que Airlangga fue un entusiasta mecenas de las artes, especialmente la literatura. En 1035, el poeta de la corte Mpu Kanwa compuso el texto Arjuna Wiwaha, que fue adaptado de la epopeya del Mahabharata. Este texto contaba la historia de Arjuna, una encarnación de Indra, pero también era una alegoría de la propia vida de Airlangga. La historia de la vida de Airlangga se ilustró en el templo de Belahan en los flancos del monte Penanggungan, donde fue retratado en piedra como Vishnu en Garuda.
En 1037 la capital se trasladó de Watan Mas a Kahuripan,: 145  el rey también otorgó títulos a sus leales seguidores, promovio a los Narottama, como Rakryan Kanuruhan (primer ministro) y Niti como Rakryan Kuningan. Según la inscripción de Kelagen (fechada en 1037), Airlangga también mostró un gran interés por el desarrollo agrícola. Se embarcó en un gran proyecto de irrigación mediante la construcción de la presa Wringin Sapta (ubicada en la actual regencia de Jombang). Al construir una presa en el río Brantas, proporciona irrigación a los arrozales circundantes y mantiene el sistema hidráulico en el área.

## Partición

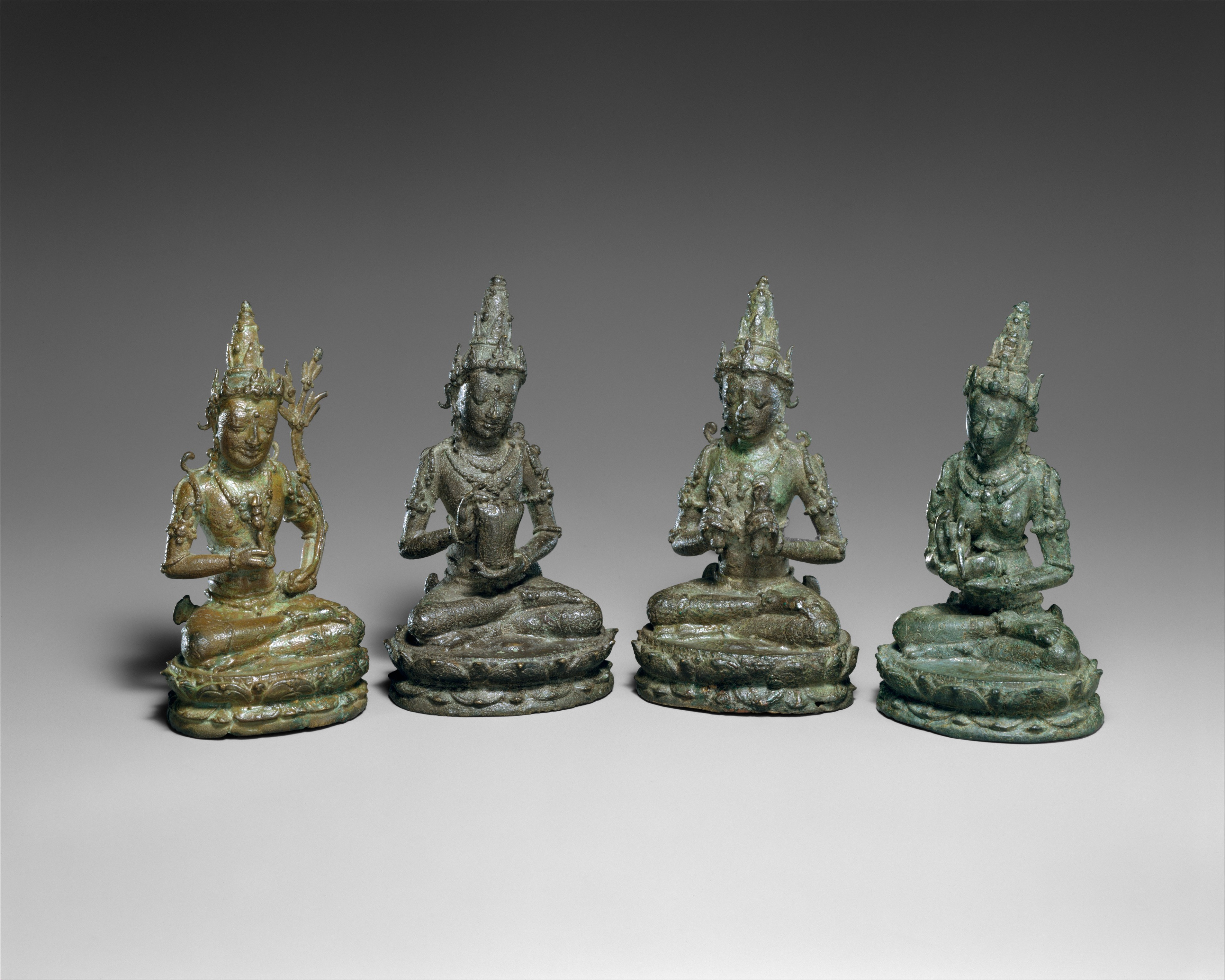
figuras de bronce halladas en Nganjuk que representan Boddhisattvas, de finales del a mediados del se originaron en el período del reino de Kahuripan en Java Oriental.

Hacia el final de su vida, Airlangga se enfrentó al problema de la sucesión. Su heredera, la princesa Sanggramawijaya, decidió convertirse en ermitaño budista Bhikkuni en lugar de suceder a Airlangga. Sangramawijaya es la hija de la reina consorte. La historia de una princesa heredera que renuncia al trono para convertirse en ermitaño está relacionada con la leyenda popular de Dewi Kilisuci que reside en la cueva Selomangleng debajo del monte Klothok, a 5 kilómetros al oeste de la ciudad de Kediri. En 1045, Airlangga dividió Kahuripan en dos reinos que fueron heredados por sus dos hijos; Janggala y Kediri. El propio Airlangga abdicó del trono en 1045, volvió a la vida de ermitaño asumiendo un nuevo nombre como Resi Gentayu, otorgado por Mpu Bharada, un famoso ermitaño. Una leyenda local, mezclada con ficción, menciona la partición del reino. Se dijo que Mpu Bharada fue quien condujo la partición; con su extraordinaria habilidad voló y vertiendo agua de un cántaro el agua se transformó mágicamente en un río que marca el límite de los dos nuevos reinos. Accidentalmente se clavó en un árbol kamal (tamarindo), sintiéndose molesto, maldijo al árbol kamal para que fuera para siempre corto, convirtiéndose así en el nombre de la aldea donde tuvo lugar este evento; kamal pandak ("el árbol de tamarindo corto").
Airlanga murió en 1049, y sus cenizas fueron enterradas en Belahan tirtha (piscina sagrada), en las laderas orientales del monte Penanggungan, donde en una de las estatuas de trompas de agua fue retratado como Vishnu montando a Garuda,: 146  flanqueado por estatuas de dos diosas Shri y Lakshmi interpretando a las dos reinas consortes de Airlangga.
Después de la muerte de Airlangga, estalló una guerra civil entre Janggala y Panjalu que continuó hasta 1052. En ese año, el rey Mapanji Alanjung Ahyes de Panjalu logró conquistar Janggala. Sin embargo, en 1059, otro rey llamado Samarotsaha ascendió al trono de Janggala; era yerno de Airlangga.

## Kahuripan durante el período Majapahit

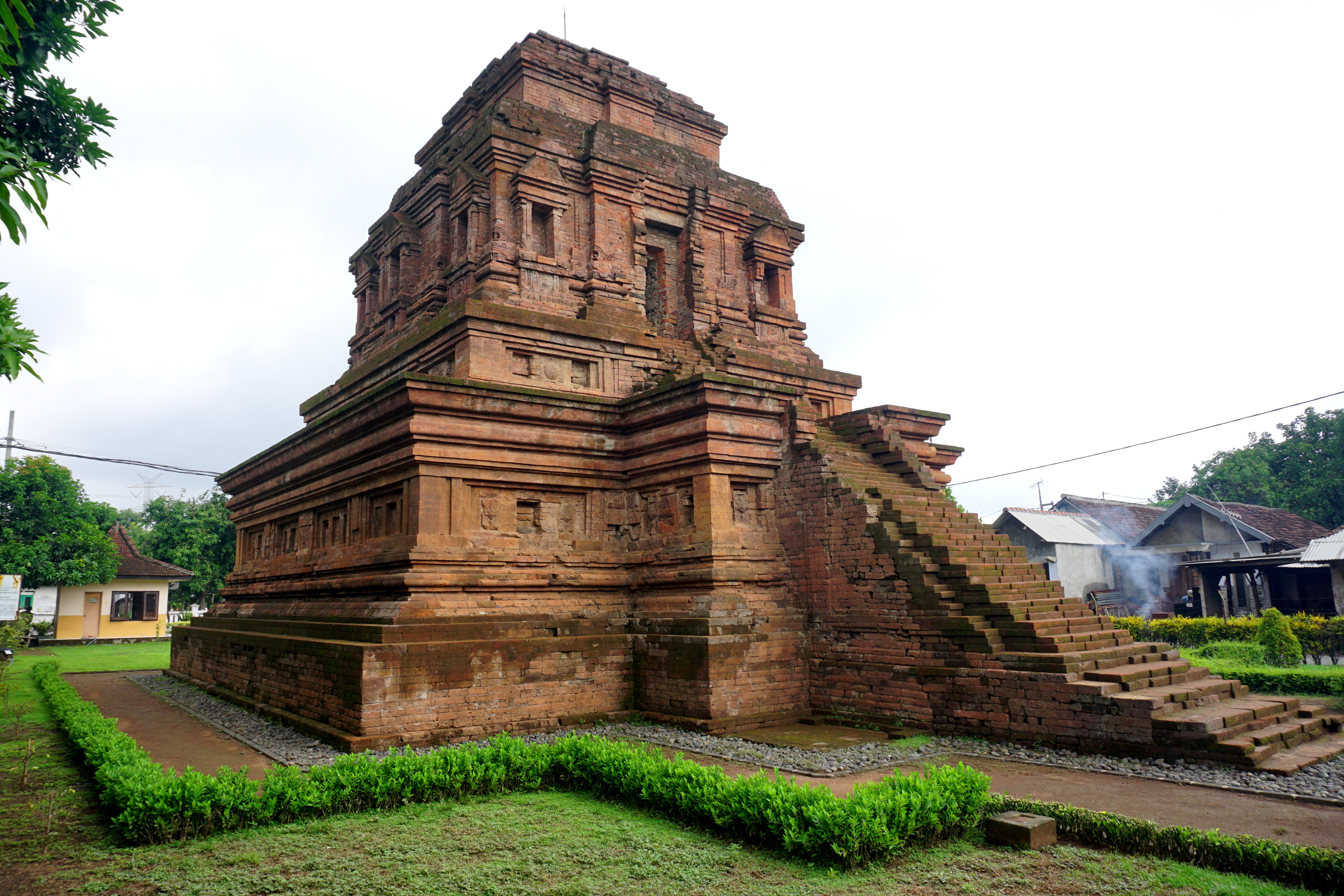
templo de Gunung Gangsir, posiblemente construido durante el reino de Kahuripan y renovado en el período posterior de Majapahit.

El nombre del reino de Kahuripan reaparece durante el período Majapahit c. siglos XIV al XV. Se llevó a cabo como una de las 12 provincias de Majapahit y se reconoció como uno de los territorios de Majapahit más importantes junto con Daha (Kadiri). Ambas áreas flanquean a Trowulan, la capital de Majapahit; Daha en el oeste y Kahuripan en el este. La región de Kahuripan fue especialmente importante para Majapahit porque esta área alrededor del estuario del río Brantas es la región costera donde se encontraba la ciudad de Hujung Galuh, uno de los principales puertos de Majapahit.
El Pararaton registró a varios funcionarios del estado de Majapahit como regentes de Kahuripan, titulados Bhatara i Kahuripan o Bhre Kahuripan. El primero es Tribhuwana Wijayatunggadewi, la hija de Raden Wijaya. Después de 1319, fue asistida por Gajah Mada promovido como patih (primer ministro) de Kahuripan, como recompensa por su servicio en la represión de la rebelión de Ra Kuti.
Hayam Wuruk, durante sus primeros años de juventud como yuvaraja (príncipe heredero), también ostento el título de rey de Kahuripan titulado Jiwanarajyapratistha. Después de ascender al trono de Majapahit, el título de Bhre Kahuripan fue devuelto a su madre Tribhuwana Tunggadewi.
Después de la muerte de Tribhuwana Tunggadewi, el título de regente de Kahuripan lo ostento su nieta Surawardhani, heredada más tarde por su hijo Ratnapangkaja. Después de Ratnapangkaja, el título lo ostento el sobrino de la reina Suhita, Rajasawardhana. Cuando Rajasawardhana ascendió al trono de Majapahit, el título de Bhre Kahuripan fue heredado de su hijo Samarawijaya.